# Estação Quitaúna
A Estação Quitaúna é uma estação ferroviária, pertencente à Linha 8–Diamante operada pela ViaMobilidade. Está localizada no município de Osasco.

## História
No início dos anos 1920 o Exército Brasileiro decidiu construir um novo aquartelamento na cidade de São Paulo, escolhendo uma grande área às margens do quilômetro 19 da linha tronco da Estrada de Ferro Sorocabana, conhecida pelo nome Sítio “Quitaúna”. A pedra fundamental da Vila Militar de Osasco foi lançada pelo presidente da república Epitácio Pessoa e pelo ministro da guerra Pandiá Calógeras em 28 de agosto de 1921.
Para atender aos interesses logísticos do Exército, a Sorocabana implantou uma nova via férrea de bitola 1,60 m entre a Barra Funda e o quilômetro 21, permitindo o atendimento ao novo aquartelamento (equipamentos militares foram transportados por via férrea de Jundiaí para Quitaúna) e ao Matadouro de Carapicuíba, recém-implantado. O Exército construiu dois grandes galpões, ligados à ferrovia por meio de desvios e suas instalações encontravam-se em funcionamento, pouco mais de um ano após o lançamento das obras. A inauguração oficial do Quartel de Quitaúna ocorreu em 13 de agosto de 1922.
A abertura do quartel de Quitaúna obrigou a Sorocabana a instalar um posto de embarque e desembarque exclusivo para o Exército. Posteriormente o posto de embarque foi promovido a posto telegráfico, tendo novas instalações inauguradas em 29 de maio de 1929. O crescimento das atividades militares em Quitaúna por conta da Segunda Guerra Mundial, onde encontrava-se o 20.º Grupo de Artilharia de Campanha Leve que integrou a Força Expedicionária Brasileira, obrigou a Sorocabana a iniciar obras de novas instalações para a estação em 1950. A nova estação de Quitaúna foi inaugurada em 8 de abril de 1953.
Em 28 de março de 1957, o jovem Orlando Geisel faleceu atropelado na passagem de nível da estação Quitaúna. A morte de Orlando trouxe grande sofrimento ao seu pai, Ernesto Geisel, então comandante do aquartelamento de Quitaúna. Após o ocorrido, Ernesto Geisel solicitou transferência para o Rio de Janeiro.
Em 1971, a Ferrovia Paulista S/A (Fepasa) absorve a Sorocabana e lança um plano de modernização dos trens de subúrbios. Dentro do plano foi elaborado um projeto de reconstrução da estação Quitaúna. As obras de reconstrução de Quitaúna foram licitadas em julho de 1976, através da concorrência S 7-35-76 lançada pela Fepasa. As obras foram iniciadas em setembro daquele ano, com previsão de conclusão para 20 meses.
Após atrasos, as obras da nova estação de Quitaúna são entregues em 25 de janeiro de 1979. Em 1996, a CPTM absorve a antiga Linha Oeste da Fepasa, mudando sua denominação para Linha B–Cinza. Em março de 2008, a linha recebe o nome de Linha 8–Diamante.
Em 20 de abril de 2021, foi concedida para o consórcio ViaMobilidade, composto pelas empresas CCR (atual Motiva) e RUASinvest, que passaram a ter o direito de operar a linha por trinta anos. O contrato de concessão foi assinado e a transferência da linha foi realizada em 27 de janeiro de 2022.

## Tabelas
| Linha      | Terminais               | Comprimento (km) | Estações | Observações                                                                                            |
| ---------- | ----------------------- | ---------------- | -------- | --- |
| 8 Diamante | Júlio Prestes ↔ Itapevi | 35,283           | 20       | Possui extensão operacional. Antiga Linha B–Cinza / Antiga Linha Oeste do Trem Metropolitano da FEPASA |

| Sigla | Estação  | Inauguração        | Integração               | Plataformas         | Posição    | Notas                                                                                                 |
| ----- | -------- | ------------------ | ------------------------ | ------------------- | ---------- | --- |
| QTU   | Quitaúna | 29 de maio de 1929 | Bilhete Único da SPTrans | Laterais e centrais | Superfície | Estação construída pela Estrada de Ferro Sorocabana Reconstruída pela FEPASA em 25 de janeiro de 1979 |